# سان یرنته
سان یرنته (به اسپانیایی: San Llorente) یک شهرستان در اسپانیا است که در استان وایادولید واقع شده‌است.